# Thaumastosoma platycarpus
Thaumastosoma platycarpus är en kräftdjursart som beskrevs av Robert Raymond Hessler 1970. Thaumastosoma platycarpus ingår i släktet Thaumastosoma och familjen Nannoniscidae. Inga underarter finns listade i Catalogue of Life.